# Tallqvist
Tallqvist är en finländsk släkt, leder sitt ursprung från västgötske knektehövitsmannen Sven Eriksson, som 1586 fick frihet på ett hemman i Karislojo, Nyland. 

## Personer
- Cid Erik Tallqvist (1899–1967), litteraturvetare och engelsklärare
- Hjalmar Tallqvist (1870–1958), fysiker
- J.O. Tallqvist (1910–1993), redaktör
- Knut Tallqvist (1865–1949), orientalist
- Theodor Tallqvist (1839–1912), ingenjör
- Theodor Tallqvist (1871–1927), läkare
- Verner Tallqvist (1862–1960), nationalekonom